# Governo Svyrydenko
Il Governo Svyrydenko (in ucraino Уряд Юлії Свириденко?, Uriad Yulii Svyrydenko) è il ventiduesimo governo dell'Ucraina, in carica dal 17 luglio 2025. 
Si tratta tecnicamente di un governo monocolore di maggioranza (pur essendo composto quasi totalmente da indipendenti), essendo sostenuto dal partito Servitore del Popolo (SN), detentore della maggioranza dei seggi nella Verchovna Rada.
È il sesto governo ucraino ad essere formato dalla rivoluzione ucraina del 2014 ed il secondo della storia del paese ad essere un governo di guerra, a causa dell’invasione russa iniziata il 24 febbraio 2022, ma il primo ad essere formalmente nato dopo quest’ultima. 

## Storia

### Formazione
L’esecutivo è nato in seguito alle dimissioni del Primo ministro uscente Denys Šmyhal' che, adempiendo ad una decisione del Presidente Volodymyr Zelens'kyj già precedentemente annunciata, ha così permesso al capo dello Stato attuare, in data 15 luglio, un rimpasto all’interno del governo, con il contestuale incarico della nuova Prima ministra, Julija Svyrydenko.
In seguito, l’esecutivo è stato confermato in data 17 luglio durante una seduta della Verchovna Rada, permettendo così a quest’ultimo di entrare in carica con pieni poteri.

## Compagine di governo

### Appartenenza politica
L'appartenenza politica dei membri del Governo alla sua formazione è la seguente:
| Partito | Partito                       | Primo ministro | Ministri | Totale |
| ------- | ----------------------------- | -------------- | -------- | ------ |
|         | Indipendente (politica) (IND) | 1              | 15       | 16     |
|         | Servitore del Popolo (SN)     | -              | 1        | 1      |
| Totale  | Totale                        | 1              | 16       | 17     |

### Situazione parlamentare
| Camera         | Collocazione               | Partiti                                      | Seggi     |
| -------------- | -------------------------- | -------------------------------------------- | --------- |
| Verchovna Rada | Maggioranza di guerra      | SN (231)                                     | 231 / 450 |
| Verchovna Rada | Appoggio esterno di guerra | PZŽM (21), ZM (17), D (15), BУ (10), N-I (7) | 70 / 450  |
| Verchovna Rada | Astensione di guerra       | B (25), G (7), N-I (12)                      | 44 / 450  |
| Verchovna Rada | Opposizione                | JES (27), N-I (2)                            | 29 / 450  |

## Composizione
Il governo è composto da 17 ministri (compresa la Prima ministra).
Nota: Ai sensi della Costituzione dell'Ucraina, il Presidente ha diritto di presentare al Parlamento le sue nomine per le posizioni di “Ministro degli Affari Esteri” e “Ministro della Difesa” (ex Art. 114, § 4), essendo questi ambiti prerogative specifiche ad esso costituzionalmente conferite (ex Art. 106).
     Indipendenti
     Servitore del Popolo (SN)
| Ufficio del Primo ministro                                                           | Ufficio del Primo ministro | Ufficio del Primo ministro | Ufficio del Primo ministro | Ufficio del Primo ministro |
| Carica                                                                               | Titolare                   | Titolare                   | Titolare                   | Partito                    |
| ------------------------------------------------------------------------------------ | -------------------------- | -------------------------- | -------------------------- | -------------------------- |
| Prima ministra                                                                       |                            |                            | Julija Svyrydenko          | Indipendente               |
| Primo Vice Primo ministro (per l’Integrazione europea ed euroatlantica dell’Ucraina) |                            |                            | Mychajlo Fedorov           | SN                         |
| Vice Primo ministro (per la Ricostruzione dell’Ucraina)                              |                            |                            | Oleksiy Kuleba             | Indipendente               |
| Ministeri                                                                            |                            |                            |                            |                            |
| Ministri                                                                             | Ministri                   | Ministri                   | Ministri                   | Partito                    |
| Trasformazione digitale                                                              |                            |                            | Mychajlo Fedorov           | SN                         |
| Sviluppo delle Comunità e dei Territori ed Infrastrutture                            |                            |                            | Oleksiy Kuleba             | Indipendente               |
| Affari esteri                                                                        |                            |                            | Andrij Sybiha              | Indipendente               |
| Difesa                                                                               |                            |                            | Denys Šmyhal'              | Indipendente               |
| Giustizia                                                                            |                            |                            | Herman Haluščenko          | Indipendente               |
| Finanze                                                                              |                            |                            | Serhij Marčenko            | Indipendente               |
| Affari interni                                                                       |                            |                            | Ihor Klymenko              | Indipendente               |
| Economia, Agricoltura ed Ambiente                                                    |                            |                            | Oleksii Sobolev            | Indipendente               |
| Politiche sociali, Famiglia ed Unità                                                 |                            |                            | Denys Ulyutin              | Indipendente               |
| Istruzione e Scienza                                                                 |                            |                            | Oksen Lisovyj              | Indipendente               |
| Gioventù e Sport                                                                     |                            |                            | Matviy Bidny               | Indipendente               |
| Salute                                                                               |                            |                            | Viktor Liashko             | Indipendente               |
| Energia                                                                              |                            |                            | Svitlana Hrynchuk          | Indipendente               |
| Affari dei veterani                                                                  |                            |                            | Natalia Kalmykova          | Indipendente               |

### Esplicative
1. ↑  Di cui uno è anche Primo Vice Primo ministro ed uno anche Vice Primo ministro.
2. ↑  Di cui uno è anche Vice Primo ministro.

### Bibliografiche
1. ↑   Il primo ministro ucraino Denys Shmyhal si è dimesso: è il primo passaggio del rimpasto di governo annunciato da Volodymyr Zelensky, Il Post, 15 luglio 2025.
2. ↑   Rimpasto di governo a Kiev, chi è Yulia Svyrydenko, ANSA, 15 luglio 2025.
3. ↑   Rimpasto di governo in Ucraina: si dimette il premier Denys Shmyhal, euronews, 15 luglio 2025.
4. ↑   Il più grande rimpasto di governo in Ucraina dall’inizio della guerra, Il Post, 17 luglio 2025.
5. ↑  (EN) Constitution of Ukraine (2004, 2014), su en.wikisource.org.